# قبرس
قِبرِس (به یونانی: Κύπρο)(به انگلیسی: Cyprus) با نام رسمی جمهوری قبرس (به یونانی: Κυπριακή Δημοκρατία) کشوری جزیره‌ای، در غرب آسیا و در شرق دریای مدیترانه است. پایتخت و بزرگ‌ترین شهر این کشور، نیکوزیا می‌باشد. قبرس در جنوب ترکیه، غرب سوریه، شمال مصر و شمال غربی اسرائیل، لبنان و غزه قرار دارد. جزیرهٔ قبرس پس از جزایر ساردینیا و سیسیل، سومین جزیرهٔ بزرگ در دریای مدیترانه است. این کشور همچنین سومین جزیرهٔ پرجمعیت، در دریای مدیترانه است. جمعیت قبرس، حدود ۱/۱۷۰/۰۰۰ نفر است.
قسمت شمال این جزیره، قبرس شمالی (بخش ترک‌نشین) دارای ساکنان مسلمان و ترک‌زبان قبرسی می‌باشد و بخش جنوبی (اروپایی) این جزیره عموماً یونانی قبرسی (یونانی‌نشین) هستند. در قبرس هردو زبان یونانی و ترکی، زبان‌های رسمی هستند. یونانی‌ها مسیحی ارتدکس و ترک‌های قبرس، مسلمان سنی هستند. این جزیره به خاطر اهمیت راهبردی خود، بارها در طول تاریخ، مورد حمله و اشغال امپراتوری‌های گوناگون از جمله هیتی‌ها، آشوری‌ها، مصری‌ها، هخامنشی‌ها، یونانی‌ها، مقدونی‌ها، رومی‌ها، بیزانسی‌ها، عثمانی‌ها و اعراب قرار گرفته است.
از سال ۱۹۷۴ که ارتش ترکیه در واکنش به کودتای یونانی‌ها به شمال قبرس هجوم برد، جزیرهٔ قبرس به دو بخش تقسیم شد. پس از آن، بخش جنوبی قبرس که در اختیار یونانی‌هاست به اتحادیه اروپا پیوست اما بخش ترک‌نشین شمالی جدا ماند. بخش شمالی قبرس توسط دولت ترکیه به‌عنوان کشوری مستقل به رسمیت شناخته شده است. قبرس از نقاط گردشگرپذیر مدیترانه است و در ۱ ژانویه ۲۰۰۸ به سازمان منطقه یورو پیوست. قبرس، کشوری توسعه‌یافته با درآمد سرانهٔ بالا و شاخص توسعه انسانی بسیار بالاست. این کشور از سال ۱۹۶۱، به عضویت اتحادیه کشورهای مشترک‌المنافع درآمد و همچنین از کشورهای بنیان‌گذار جنبش عدم تعهد است. جمهوری قبرس از ۱ مه ۲۰۰۴، عضو اتحادیه اروپا می‌باشد.

## واژه‌شناسی
قبرس در دوران باستان به‌خاطر معادن مس خود مشهور بود به طوری‌که خود واژه مس در زبان‌های اروپایی (برای نمونه copper=مس در زبان انگلیسی) از نام یونانی این جزیره یعنی (Kypros) Κύπρος گرفته شده است.

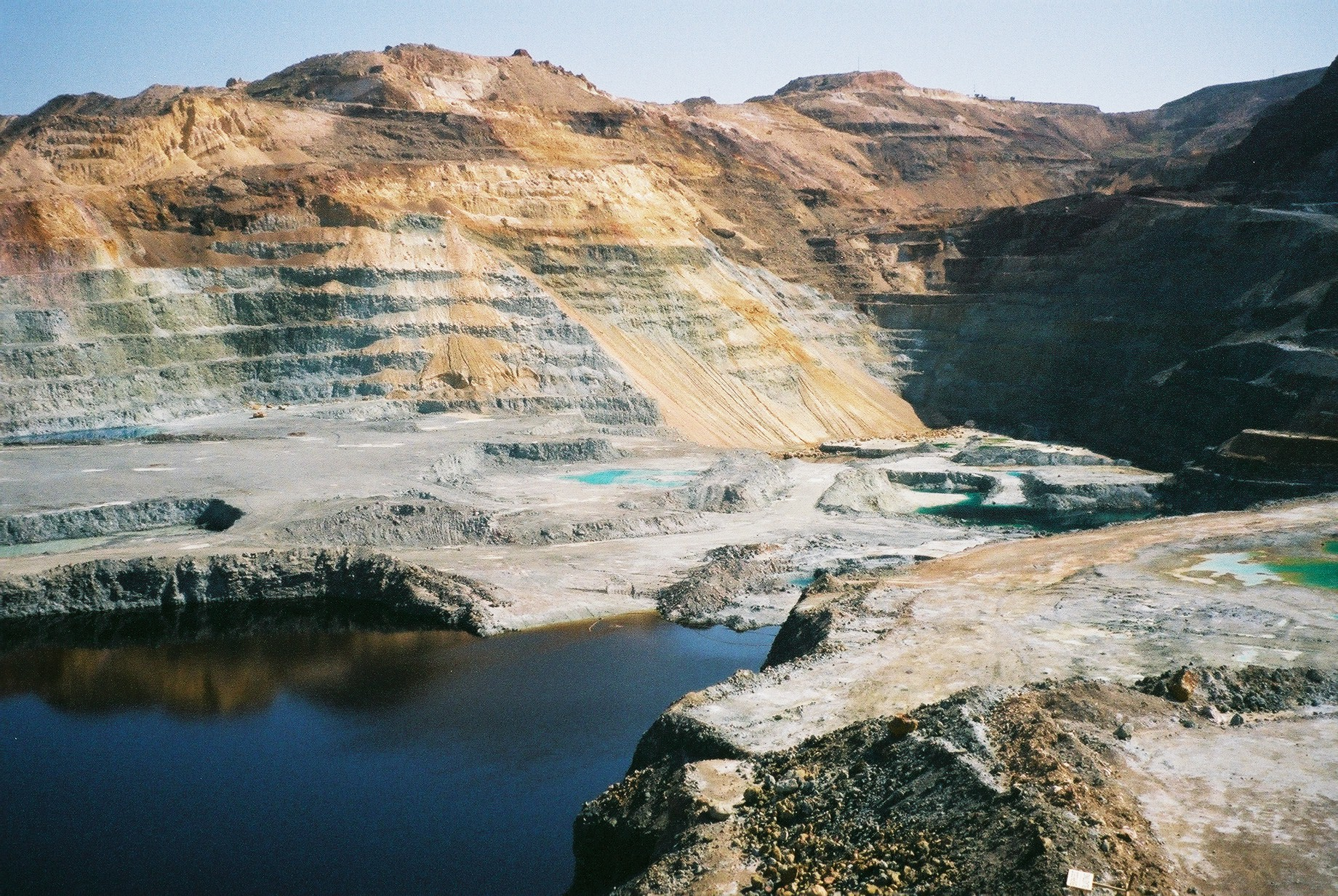
یک معدن مس در قبرس

## تاریخ
در متون تاریخی باستان، از قبرس با نام آلاشیا (آلاسیا) یاد شده است. این نام در اسناد اکدی، مصری و هیتی ذکر شده و بیشتر به دلیل ذخایر غنی مس جزیره شهرت داشته است. آلاشیا به عنوان یکی از مهم‌ترین مراکز تولید و صادرات مس در جهان باستان شناخته می‌شد و نقشی حیاتی در تجارت مدیترانه ایفا می‌کرد.
قبرسی‌ها برای اولین بار در هزاره چهارم پیش از میلاد، به ساخت ابزار مسی روی آوردند. یکی از پایه‌های اقتصادی امپراتوری هیتی‌ها ذخایر مس جزیره قبرس بود.
قبرس جزیره‌ای است که در طول تاریخ در تصرف ایرانیان، رومی‌ها، یونانی‌ها، مصری‌ها، امپراتوری عثمانی و سرانجام انگلیسی‌ها بوده است؛ اما پس از جنگ جهانی دوم انگلیس به علت ضعف اقتصادی و کاهش نفوذ جهانی از این جزیره خارج شد. سپس رهبران سه کشور انگلیس، یونان و ترکیه به همراه رهبران دو بخش قبرس در ۱۱ فوریه ۱۹۵۹ پیمانی را امضا کردند که به موجب آن مسائل جزیره به نسبت ۷ به ۳ میان یونانی‌تبارها و ترک‌تبارها تقسیم شد.
قبرس در سال ۱۹۶۰ استقلال خود را از بریتانیا کسب کرد و حکومت مستقل قبرس بر پایه مشارکت جوامع ترک و یونانی در اداره امور این جزیره اعلام موجودیت کرد و بریتانیا، یونان و ترکیه حق حاکمیت دولت قبرس را تضمین کردند.
در دسامبر ۱۹۶۳، نمایندگان ترک در پی اختلاف بر سر نحوهٔ اجرای این توافق از دولت قبرس بر اثر حادثه کریسمس خونین از قبرس اخراج شدند. با آغاز عملیات نظامی یونانی‌های این جزیره، ترک‌های قبرس کشور را ترک کردند و این سرآغاز درگیری‌های قومی میان ترک‌ها و یونانی‌ها در این جزیره بود که برای ۱۱ سال ادامه پیدا کرد. و در پی بروز درگیری بین دو طرف، سازمان ملل متحد در سال ۱۹۶۴ یک نیروی پاسدار صلح را به این جزیره اعزام داشت که مأموریت آن تا کنون تمدید شده است. در این درگیری‌ها طرف ترک تلفات سنگین‌تری را متحمل شد و حدود ۴۵ هزار نفر که یک پنجم جمعیت ترک‌ها را شامل می‌شد آواره شدند. این افراد در حدود ۱۰ سال تا پیش از حمله سال ۱۹۷۴ ترکیه به قبرس به صورت پناهنده زندگی می‌کردند. تا اواخر سال ۱۹۶۰ تنش ادامه پیدا کرد و در طی این مدت حدود ۲۶۰ هزار نفر از ترک‌های قبرسی مجبور به ترک خانه‌های خود و مهاجرت به کشورهای دیگر شدند.
در سال ۱۹۷۴، دولت سراسقف ماکاریوس سوم، رئیس‌جمهور وقت قبرس، در کودتایی به رهبری نیکوس سامپسون با هدف پیوستن قبرس به یونان و تحریک حکومت نظامیان یونان سرنگون شد. این کودتا توسط ارتش یونانی‌قبرسی با حمایت دولت یونان صورت گرفت. ترکیه، با استناد به موقعیت خود به عنوان یکی از قدرت‌های ضامن در توافق‌نامه‌های بین‌المللی، به حمایت از ترک‌های قبرس برخاست و یگان‌های ارتش خود را در شمال قبرس مستقر کرد که عملاً باعث تقسیم جزیره شد. بحران قبرس به طور رسمی از دهه ۱۹۵۰ آغاز شد، زمانی که تنش‌ها بین ترک‌های قبرس و یونانی‌های قبرس بالا گرفت. این بحران از عواملی چون تفاوت‌های قومی، مذهبی و ملی‌گرایی ناشی شد، از جمله جنبش انوسیس که هدفش پیوستن قبرس به یونان بود. در نهایت، این بحران منجر به درگیری‌های شدیدتر و تقسیم جزیره شد. پس از حمله ترکیه و اعلام استقلال جمهوری ترک قبرس شمالی در ۱۹۸۳ که فقط از سوی ترکیه به رسمیت شناخته می‌شود، بحران وارد فاز جدیدی شد.

## جغرافیا

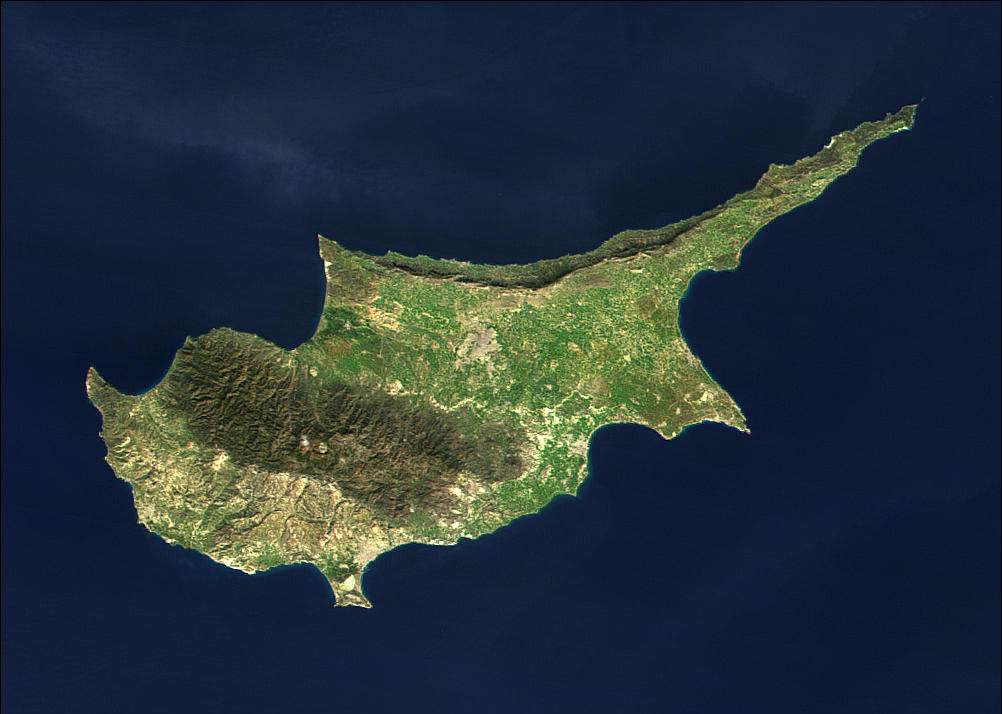
دید قبرس از بالا

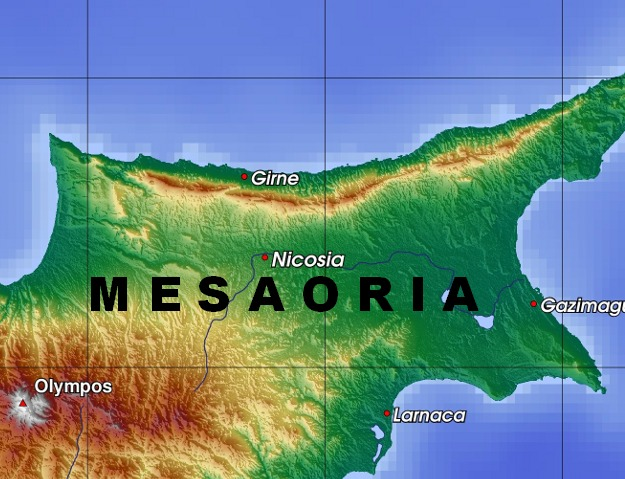
دشت مرکزی مسائوریا بین دو رشته‌کوه اصلی قبرس

قبرس، پس از سیسیل و ساردنی، سومین جزیره بزرگ دریای مدیترانه است. درازای جزیره قبرس در طولانی‌ترین شکل خود ۲۴۰ کیلومتر و پهنای آن در عریض‌ترین حالت، ۱۰۰ کیلومتر است. کرانه‌های ترکیه در ۷۵ کیلومتری شمال قبرس قرار دارند. منابع مختلف، قبرس را از دید جغرافیایی، گاه جزئی از اروپا، گاه بخشی از غرب آسیا و گاه در خاورمیانه به‌شمار آورده‌اند.
در جزیره قبرس دو رشته‌کوه اصلی خودنمایی می‌کنند، کوهستان ترودوز و کوهستان کوچکتر کیرنیا. دشت مرکزی میان این رشته‌کوه، مسائوریا نام دارد. این دشت توسط رودخانه پدیه‌ئوس آبیاری می‌شود که طولانی‌تر رود جزیره نیز هست. کوه‌های ترودوس بیشتر مناطق جنوب و غربی قبرس را دربر می‌گیرند و کمابیش نیمی از جزیره در اختیار این کوهستان است. بلندترین نقطه در قبرس، کوه المپوس است که در مرکز کوهستان ترودوس واقع شده و ۱۹۵۲ متر ارتفاع دارد. کوهستان کم‌پهناتر کیرنیا که در امتداد کرانه‌های شمالی جزیره قرار گرفته به نسبت ترودوس مساحت بسیار کمتری را اشغال کرده و بلندی‌های آن نیز کم‌ارتفاع‌ترند. بلندترین نقطه کیرنیا ۱۰۲۴ متر بالاتر از سطح دریا است. جزیره قبرس از نظر زمین‌شناختی بخشی از صفحه آناتولی به‌شمار می‌آید.
قبرسی‌های یونان در بخش جنوبی و قبرسی‌های ترکیه در بخش شمالی قبرس قرار دارند که با مرزی به نام «خط سبز» تفکیک شده‌اند که تا نیکوزیا (لفگوشا) کشیده می‌شود؛ و پایتخت قبرس شمالی و جنوبی را به دو بخش تقسیم می‌کند. در حال حاضر پنج تقاطع مرزی وجود دارد که ۲۴ ساعته برای عبور و مرور شهروندان باز است.

### اقلیم
قبرس دارای تابستان‌های گرم و خشک و زمستان‌های معتدل است. حدود ۱۲٪ زمین‌های آن زیر کشت بوده و در آن مرکبات، سیب‌زمینی، گندم، زیتون و جو به عمل می‌آید. پرورش گوسفند، بز و خوک نیز رایج است.

## تقسیمات کشوری
جمهوری قبرس به شش استان تقسیم شده است. نام این استان‌ها فاماگوستا، گیرنه، لارناکا، لیماسول، نیکوزیا، و پافوس است.
| ناحیه           | ناحیه      | ناحیه      | مرکز      | جمعیت   |
| فارسی           | یونانی     | ترکی       | مرکز      | جمعیت   |
| --------------- | ---------- | ---------- | --------- | ------- |
| ناحیه نیکوزیا   | Λευκωσία   | Lefkoşa    | نیکوزیا   | ۳۲۶٬۹۸۰ |
| ناحیه لیماسول   | Λεμεσός    | Limasol    | لیماسول   | ۲۳۵٬۳۳۰ |
| ناحیه لارناکا   | Λάρνακα    | Larnaka    | لارناکا   | ۱۴۳٬۱۹۲ |
| ناحیه پافوس     | Πάφος      | Baf        | پافوس     | ۸۸٬۲۷۶  |
| ناحیه فاماگوستا | Αμμόχωστος | Gazimağusa | فاماگوستا | ۴۶٬۶۲۹  |
| ناحیه کایرنیا   | Κερύvεια   | Girne      | کایرنیا   | —       |

## سیاست

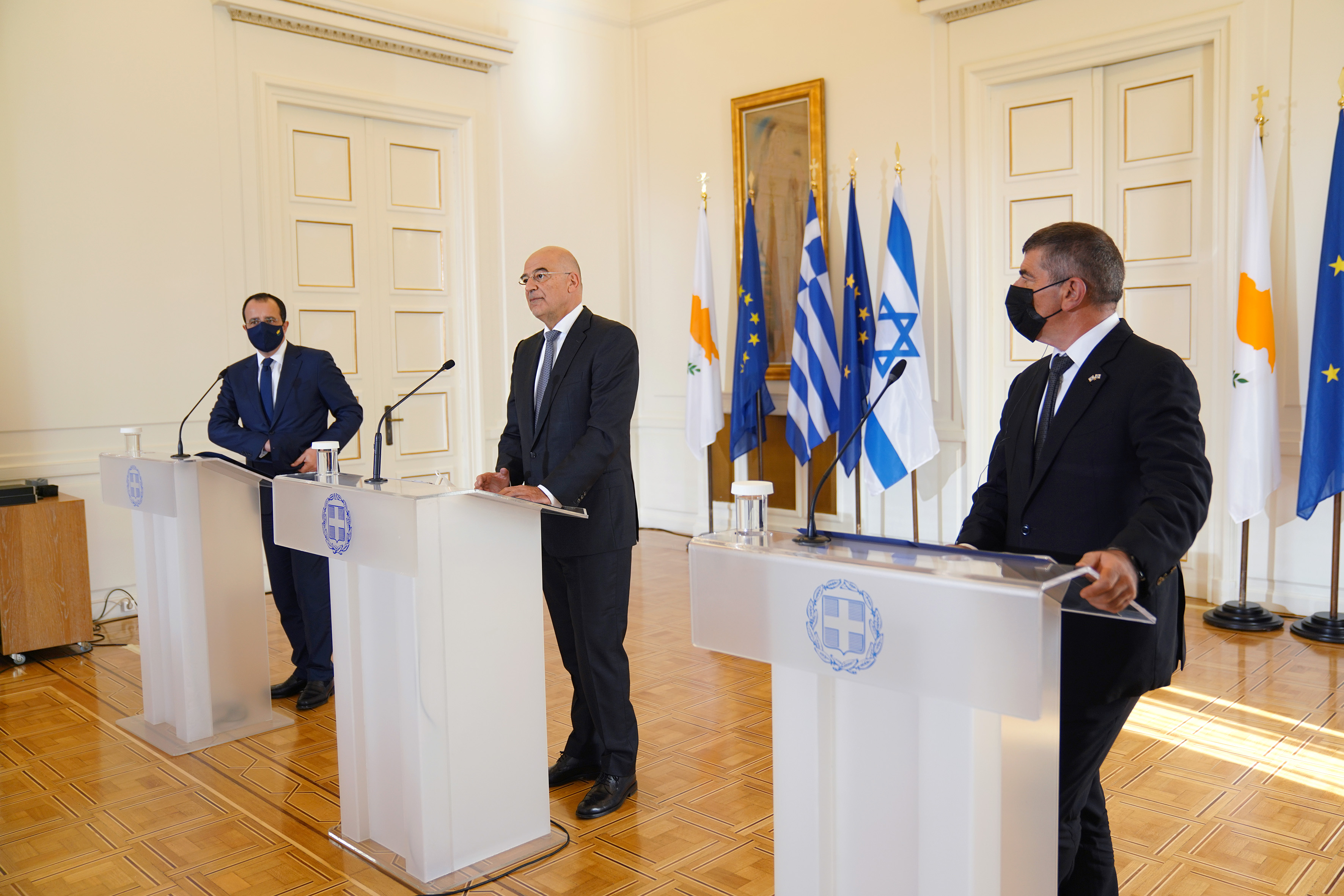
روابط سه جانبه قبرس، اسرائیل و یونان در سال ۲۰۲۳ میلادی

جزیره قبرس در پی اختلاف بین آتن و آنکارا در سال ۱۹۷۴ و پس از درگیری‌های نظامی بین دو کشور به دو بخش ترک‌نشین (شمالی) و یونانی‌نشین (جنوبی) تجزیه شد.
بخش جنوبی و یونانی‌نشین قبرس به عنوان یک کشور مستقل توسط سازمان ملل متحد به رسمیت شناخته می‌شود و عضو اتحادیه اروپا است، ولی بخش شمالی (ترک‌نشین) جزیره قبرس فقط توسط ترکیه به عنوان یک کشور به رسمیت شناخته شده است.
از سال ۱۹۷۴ تاکنون تمام تلاش‌های سازمان ملل متحد و دیگر مجامع بین‌المللی برای حل مسئله قبرس و وحدت مجدد دو بخش این جزیره که یکی از مشکلات اصلی و اختلافات بین آتن و آنکارا محسوب می‌شود، به بن‌بست خورده است.
طی سال‌های ۲۰۱۶ و ۲۰۱۷ میلادی سازمان ملل متحد دور جدیدی از تلاش دیپلماتیک را برای به نتیجه رساندن مذاکرات وحدت قبرس پیش برد و پس از گفتگوی مستمر در سوئیس، دور نهایی این مذاکرات از صبح پنجشنبه ۶ ژوئیه ۲۰۱۷ با میانجیگری مستقیم آنتونیو گوترش دبیرکل سازمان ملل متحد و با حضور رؤسای دولت دو بخش یونانی و ترک‌نشین قبرس آغاز شد و تا ساعت ۳ بامداد جمعه ۷ ژوئیه ادامه یافت. گوترش طی این دور از میانجی‌گری تلاش کرد تا نیکوس آناستاسیادیس رئیس دولت بخش یونانی و مصطفی آکینچی رئیس دولت بخش ترک‌نشین را برای دست یابی به توافق نهایی مجاب کند. این گفتگوها روز جمعه با شکست مواجه شد و آنتونیو گوترش پس از پایان مذاکرات در یک نشست خبری گفت: «بسیار متأسفم که بگویم با وجود تعهد و تلاش همه هیئت‌های مذاکره کننده و دیگر طرف‌ها … کنفرانس قبرس بدون رسیدن به نتیجه پایان یافت.»
مایک پنس معاون رئیس‌جمهوری ایالات متحده نیز از طریق تلفن با طرفین گفتگو کرد و از آن‌ها خواست همه تلاش خود را برای «استفاده از این فرصت تاریخی» و رسیدن به توافق نهایی بر سر وحدت این جزیره واقع در دریای مدیترانه بکنند.
با وجود شکست آخرین دور مذاکرات در ژوئیه ۲۰۱۷ اسپن بارت آید مشاور ویژه سازمان ملل متحد در امور قبرس در مقام خود باقی خواهد ماند و به تلاش‌های خود برای از سرگیری گفتگوها با هدف وحدت دوباره قبرس همچنان ادامه خواهد داد.

## اقتصاد

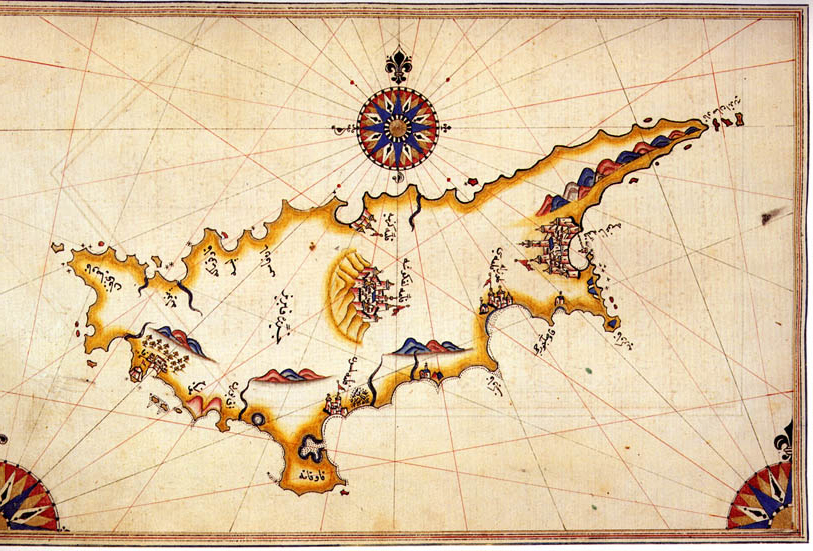
نقشه‌ای تاریخی از قبرس، نگاشته پیری رئیس.

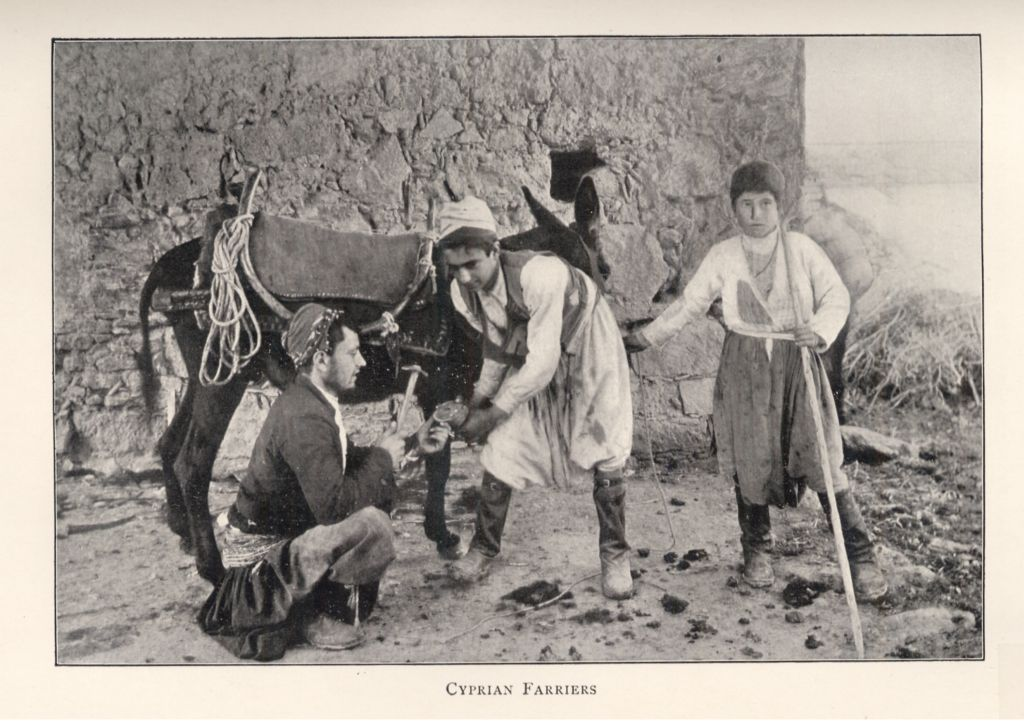
دو مرد قبرسی در حال نعل کردن الاغ، سال ۱۹۰۰. الاغ‌های قبرسی در ایران شهرت بسیاری پیدا کرده‌اند.

اقتصاد جزیره قبرس از آغاز استقلال مبتنی بر نظام بازار آزاد بوده است.
صادرات عمدهٔ قبرس شامل: محصولات کشاورزی (گندم. جو. سیب زمینی. و مرکبات). میوه‌های مختلف
. تنباکو. محصولات صنعتی. انواع پوشاک. کفش و صنایع دستی بوده است.
واردات عمده نیز شامل: مواد خوراکی. دام زنده. نفت و فراورده‌های شیمیایی می‌باشد.
در شهریورماه ۱۳۹۶ خبر رسید که دولت بخش یونانی‌نشین قبرس در آب‌های اطراف این جزیره در دریای مدیترانه یک مخزن ۲۸ میلیارد متر مکعبی گاز طبیعی کشف کرده است. این میزان گاز کشف شده معادل مصرف هفت‌ماهه ترکیه است اما برای جزیره کوچک و کم جمعیت قبرس ذخیره قابل توجهی به‌شمار می‌آید. شرکت‌هایی که به نام قبرس در منطقه فعالیت می‌کنند، برای کشف ذخایر بزرگتر در اطراف این کشور و در آب‌های دریای مدیترانه در تلاش هستند.
قبرس در سال ۲۰۱۳ قوانین خود در رابطه با دریافت تابعیت را تغییر داد. طبق این قوانین جدید، متقاضیان لازم نیست ثابت کنند که به زبان محلی سخن می‌گویند یا برای زمانی طولانی در این جزیره ساکن بوده‌اند. یک سرمایه‌گذاری مسکن دو میلیون یورویی یا دو و نیم میلیون یورویی در حوزه شرکت‌ها یا اوراق قرضه دولتی کفایت می‌کند. طی چند سال، صدها ثروتمند روس و اوکراینی، از جمله شماری از مظنونان به فساد مالی، از طریق برنامه مناقشه‌برانگیز صدور روادید، از دولت قبرس گذرنامه گرفته و بدین‌ترتیب عملاً امکان ورود همیشگی به کشورهای امضاکنندهٔ توافق‌نامه شنگن را یافته‌اند. دولت نیکوزیا از سال ۲۰۱۳ میلادی بمعامله گذرنامه بیش از ۴ میلیارد یورو درآمد داشته است. تنها در سال ۲۰۱۶ بیش از ۴۰۰ گذرنامه به این شکل در قبرس فروخته شده‌اند.

## مردم و فرهنگ
بر پایه آمارهای پذیرفته شده ۷۷٪ یونانی‌تبار، ۱۸٪ ترک‌تبار و ۲٪ نیز از دیگر اقلیت‌های مسیحی (مارونی، کاتولیک لاتینی و ارمنی) هستند.